# Lamarchea
Lamarchea es un género de dos especies de arbustos, perteneciente a la familia Myrtaceae. Es originario de Australia.

## Especies
- Lamarchea hakeifolia Gaudich., Voy. Uranie: 484 (1830).
- Lamarchea sulcata A.S.George, Nuytsia 1: 275 (1972).